# Kévin Gœuriot
Pour l’article ayant un titre homophone, voir Colette Goeuriot.
Œuvres principales
- Quand la Lorraine sera française
- L'année lorraine, une petite histoire des fêtes, coutumes et traditions populaires en Lorraine
- Le Temps des mirabelles

Kévin Gœuriot est un homme de lettres, historien et romancier lorrain. Il est aussi membre du comité de la Société d'Histoire et d'Archéologie de la Lorraine.

## Biographie
Kévin Gœuriot est né le 8 mai 1984 à Metz, en Moselle
Après cinq années d'études à l'université de Nancy, il devient enseignant en histoire-géographie qu'il enseigne dans le nord mosellan.
En juin 2010, il publie un recueil de témoignages portant sur la Seconde Guerre mondiale dans le Jarnisy, dont il est originaire. Spécialiste de l'histoire de la Lorraine, de sa culture et de son patrimoine, il a depuis publié une série d’articles et d’ouvrages sur le sujet, dont une Histoire de la Lorraine racontée aux jeunes et Quand la Lorraine sera française, un roman historique qui évoque la réunion de la Lorraine à la France à la mort du duc Stanislas Leszczynski.
Kévin Gœuriot mène également des conférences et des visites guidées qui visent à promouvoir le patrimoine lorrain.
Il a récemment sorti un ouvrage sur le patois lorrain, intitulé Le Lorrain comme on le cause,.

## Publications
- Kévin Gœuriot, Nous attendions l'aurore, témoignages de Conflanais, Jarnysiens et Labrysiens durant la Seconde Guerre mondiale, Metz, Serpenoise, 2010, 143 p. (ISBN 978-2-87692-856-5).
- Kévin Gœuriot, La terre, la pierre et le fer, histoire et patrimoine en pays de Briey, Metz, Serpenoise, 2011, 63 p. (ISBN 978-2876928954).
- Kévin Gœuriot, Les contes de la Mutte, nouvelles médiévales inédites en pays messin, Metz, Paraiges, 2012, 147 p. (ISBN 979-10-90185-12-8).
- Kévin Gœuriot (en collaboration avec Nicolas Czubak), Bis zum Ende : Jusqu'au bout, août-septembre 1914, la Lorraine bascule dans la guerre, Metz, Serpenoise, 2013, 247 p. (ISBN 978-2-87692-958-6).
- Kévin Gœuriot, Histoire de la Lorraine racontée aux jeunes, Strasbourg, Quotidien, 2014, 126 p. (ISBN 978-2-37164-006-1).
- Kévin Gœuriot, Quand la Lorraine sera française, roman historique autour de la mort de Stanislas, Strasbourg, Quotidien, 2015, 243 p. (ISBN 978-2-37164-036-8)[6].
- Kévin Gœuriot, Le temps des mirabelles, récits et anecdotes d'un enfant de Lorraine, Metz, Paraiges, 2016, 236 p. (ISBN 978-2-37535-004-1)[7].
- Kévin Gœuriot, L'année lorraine, une petite histoire des fêtes, coutumes et traditions populaires en Lorraine, Paraiges, 2016 (ISBN 978-2-37535-029-4).
- Kévin Gœuriot, La Déesse du Nonnenfels : roman, Metz, Paraiges, 2018, 262 p. (ISBN 978-2-37535-067-6).
- Kévin Gœuriot, Le Semeur de Larmes : roman historique autour de la frontière de 1871, Metz, Paraiges, 2019, 341 p. (ISBN 978-2-37535-104-8).
- Kévin Gœuriot, Hauts-lieux de l'histoire en Lorraine, Villeveyrac, Le Papillon Rouge Éditeur, 2020, 264 p. (ISBN 978-2-490379-15-6)[8].
- Kévin Gœuriot, La Lorraine mystérieuse, contes et légendes, La Crèche, La Geste, 2020, 220 p. (ISBN 979-10-353-0874-2).
- Kévin Gœuriot, Le Lorrain comme on le cause : petit ouvrage à l'usage des personnes désireuses de faire la conversation en Lorraine, La Crèche, La Geste, 2020, 263 p. (ISBN 979-10-353-1022-6).
- Kévin Gœuriot, Hauts-lieux de l'histoire en Alsace, Le Papillon Rouge Éditeur, 2021, 264 p. (ISBN 2490379275).
- Kévin Gœuriot, La Seconde Guerre mondiale en Lorraine, La Geste, 2021 (ISBN 103531083X).
- Kévin Gœuriot, Veillées lorraines, contes et légendes populaires, La Geste, 2021 (ISBN 1035310856).
- Kévin Gœuriot, Les aventures extraordinaires du Lorrain Fanfan Queulot, La Crèche, La Geste, 2023, 242 p. (ISBN 9791035319793).
- Kévin Gœuriot, Carnet de voyage en Lorraine, une flânerie poétique entre Argonne et Vosges, La Crèche, La Geste, 2023, 181 p. (ISBN 9791035321246).
- Kévin Gœuriot, Histoires vraies en Lorraine, Villeveyrac, Papillon Rouge Éditeur, 2023, 264 p. (ISBN 9782490379569).
- Kévin Gœuriot, Lotharingiade ou les alérions délivrés, chanson de geste en alexandrins, La Geste, 2024, 180 p. (ISBN 9791035323110).

## Autres travaux
Aquarelliste, enlumineur et calligraphe, Kévin Gœuriot travaille aussi comme illustrateur. Depuis 2008, il réalise des carnets de voyage dans lesquels les impressions consignées à la plume dialoguent avec les paysages aquarellés. La plupart de ses œuvres s'inspirent des paysages de sa région natale ou du patrimoine livresque lorrain.

## Distinctions
- Bis Zum End. Jusqu’au bout août-septembre 1914 : la Lorraine bascule dans la guerre  de Nicolas Czubak et Kévin Goeuriot, obtient le prix sergent Maginot en 2014[9].

- Quand la Lorraine sera française obtient le prix des conseils généraux de Lorraine 2015.

- En 2023, Kévin Gœuriot reçoit le prix Herpin de l'Académie nationale de Metz au titre de l'ensemble de ses travaux.

- En 2024, l'écrivain obtient le prix de poésie libre du concours organisé par la maison natale de Paul Verlaine.